# Ellisville, Mississippi
Ellisville är en av två administrativa huvudorter i Jones County i Mississippi. Den andra huvudorten är Laurel. Vid 2010 års folkräkning hade Ellisville 4 448 invånare.